# День працівників житлово-комунального господарства і побутового обслуговування населення
День працівників житлово-комунального господарства і побутового обслуговування населення — професійне свято працівників житлово-комунального господарства і побутового обслуговування населення України. Відзначається щорічно у третю неділю березня.

## Історія свята
Свято встановлено в Україні «…на підтримку ініціативи працівників житлово-комунального господарства і побутового обслуговування населення, а також професійних спілок…» згідно з Указом Президента України «Про День працівників житлово-комунального господарства і побутового обслуговування населення» від 15 лютого 1994 р. № 46/94.